# Première circonscription de l'Aisne
La première circonscription de l'Aisne est l'une des cinq circonscriptions législatives françaises que compte le département de  l'Aisne (02), en région Hauts-de-France.
Elle est représentée dans la XVIIe législature par Nicolas Dragon, député Rassemblement national.

## Description géographique, historique et démographique
Les lois organiques du 11 juillet 1986 et du 24 novembre 1986 recréent la première circonscription à partir d'un nouveau découpage. Elle inclut les cantons d'Anizy-le-Château, de Craonne, de Crécy-sur-Serre, de La Fère, de Laon-Nord, de Laon-Sud, de Neufchâtel-sur-Aisne, de Rozoy-sur-Serre et de Sissonne,,.
La première circonscription de l'Aisne n'est pas concernée par le redécoupage des circonscriptions législatives françaises de 2010. 
La loi organique du 17 mai 2013 entraîne le redécoupage des cantons de l'Aisne en 2014,. La première circonscription conserve son découpage issu des élections législatives de 1988, mais les cantons ne correspondent plus aux limites actuelles de la circonscription.
La première circonscription de l'Aisne est située dans le centre-est du département, et centrée autour de la ville de Laon. Elle regroupe les cantons suivants :
- Canton de Guignicourt
- Canton de La Fère
- Canton de Laon-1
- Canton de Laon-2
- Canton de Marle
- Canton de Tergnier
- Canton de Vervins

Au 1er janvier 2020, la première circonscription groupe les 197 communes suivantes :
1. Achery
2. Aguilcourt
3. Aizelles
4. Amifontaine
5. Andelain
6. Anguilcourt-le-Sart
7. Anizy-le-Grand
8. Archon
9. Arrancy
10. Assis-sur-Serre
11. Athies-sous-Laon
12. Aubigny-en-Laonnois
13. Aulnois-sous-Laon
14. Les Autels
15. Barenton-Bugny
16. Barenton-Cel
17. Barenton-sur-Serre
18. Bassoles-Aulers
19. Beaurieux
20. Berlise
21. Berrieux
22. Berry-au-Bac
23. Bertaucourt-Epourdon
24. Bertricourt
25. Besny-et-Loizy
26. Bièvres
27. Bois-lès-Pargny
28. Boncourt
29. Bouconville-Vauclair
30. Bouffignereux
31. Bourg-et-Comin
32. Bourguignon-sous-Montbavin
33. Brancourt-en-Laonnois
34. Braye-en-Laonnois
35. Brie
36. Brunehamel
37. Bruyères-et-Montbérault
38. Bucy-lès-Cerny
39. Bucy-lès-Pierrepont
40. Cerny-en-Laonnois
41. Cerny-lès-Bucy
42. Cessières-Suzy
43. Chaillevois
44. Chalandry
45. Chambry
46. Chamouille
47. Chaourse
48. Charmes
49. Chaudardes
50. Chérêt
51. Chermizy-Ailles
52. Chéry-lès-Pouilly
53. Chéry-lès-Rozoy
54. Chevregny
55. Chivres-en-Laonnois
56. Chivy-lès-Étouvelles
57. Clacy-et-Thierret
58. Clermont-les-Fermes
59. Colligis-Crandelain
60. Concevreux
61. Condé-sur-Suippe
62. Corbeny
63. Coucy-lès-Eppes
64. Courbes
65. Courtrizy-et-Fussigny
66. Couvron-et-Aumencourt
67. Craonne
68. Craonnelle
69. Crécy-sur-Serre
70. Crépy
71. Cuiry-lès-Chaudardes
72. Cuiry-lès-Iviers
73. Cuissy-et-Geny
74. Dagny-Lambercy
75. Danizy
76. Dercy
77. Deuillet
78. Dizy-le-Gros
79. Dohis
80. Dolignon
81. Ébouleau
82. Eppes
83. Étouvelles
84. Évergnicourt
85. La Fère
86. Festieux
87. Fourdrain
88. Fressancourt
89. Gizy
90. Goudelancourt-lès-Berrieux
91. Goudelancourt-lès-Pierrepont
92. Grandrieux
93. Guyencourt
94. Jumigny
95. Juvincourt-et-Damary
96. Laniscourt
97. Laon
98. Lappion
99. Laval-en-Laonnois
100. Lierval
101. Liesse-Notre-Dame
102. Lislet
103. Lor
104. Mâchecourt
105. Maizy
106. La Malmaison
107. Marchais
108. Martigny-Courpierre
109. Mauregny-en-Haye
110. Mayot
111. Merlieux-et-Fouquerolles
112. Mesbrecourt-Richecourt
113. Meurival
114. Missy-lès-Pierrepont
115. Molinchart
116. Monampteuil
117. Monceau-lès-Leups
118. Mons-en-Laonnois
119. Montaigu
120. Montbavin
121. Montchâlons
122. Montcornet
123. Monthenault
124. Montigny-sur-Crécy
125. Montloué
126. Morgny-en-Thiérache
127. Mortiers
128. Moulins
129. Moussy-Verneuil
130. Muscourt
131. Neufchâtel-sur-Aisne
132. Neuville-sur-Ailette
133. Nizy-le-Comte
134. Noircourt
135. Nouvion-et-Catillon
136. Nouvion-le-Comte
137. Nouvion-le-Vineux
138. Œuilly
139. Orainville
140. Orgeval
141. Oulches-la-Vallée-Foulon
142. Paissy
143. Pancy-Courtecon
144. Parfondeval
145. Parfondru
146. Pargnan
147. Pargny-les-Bois
148. Pignicourt
149. Pinon
150. Ployart-et-Vaurseine
151. Pontavert
152. Pouilly-sur-Serre
153. Prémontré
154. Presles-et-Thierny
155. Prouvais
156. Proviseux-et-Plesnoy
157. Raillimont
158. Remies
159. Renneval
160. Résigny
161. Rogécourt
162. Roucy
163. Rouvroy-sur-Serre
164. Royaucourt-et-Chailvet
165. Rozoy-sur-Serre
166. Sainte-Croix
167. Saint-Erme-Outre-et-Ramecourt
168. Sainte-Geneviève
169. Saint-Gobain
170. Saint-Nicolas-aux-Bois
171. Sainte-Preuve
172. Saint-Thomas
173. Samoussy
174. La Selve
175. Servais
176. Sissonne
177. Soize
178. Le Thuel
179. Travecy
180. Trucy
181. Urcel
182. Variscourt
183. Vassogne
184. Vaucelles-et-Beffecourt
185. Vauxaillon
186. Vendresse-Beaulne
187. Verneuil-sur-Serre
188. Versigny
189. Veslud
190. Vigneux-Hocquet
191. La Ville-aux-Bois-lès-Dizy
192. La Ville-aux-Bois-lès-Pontavert
193. Villeneuve-sur-Aisne
194. Vincy-Reuil-et-Magny
195. Vivaise
196. Vorges
197. Wissignicourt

## Historique des députations
| Législature | Début de mandat | Fin de mandat  | Député             | Parti politique | Observations |
| ----------- | --------------- | -------------- | ------------------ | --------------- | --- |
| IXe         | 23 juin 1988    | 1er avril 1993 | René Dosière       | PS              | Maire de Laon |
| Xe          | 2 avril 1993    | 21 avril 1997  | Jean-Claude Lamant | RPR             | Maire de Laon et conseiller général du canton de Laon-Sud Mandat écourté à la suite d'une dissolution parlementaire décidée par Jacques Chirac. |
| XIe         | 12 juin 1997    | 18 juin 2002   | René Dosière       | PS              | Conseiller général du canton de Laon-Sud |
| XIIe        | 19 juin 2002    | 19 juin 2007   | René Dosière       | PS              | Conseiller général du canton de Laon-Sud |
| XIIIe       | 20 juin 2007    | 19 juin 2012   | René Dosière       | DVG             | Conseiller général du canton de Laon-Sud |
| XIVe        | 20 juin 2012    | 20 juin 2017   | René Dosière       | DVG             | |
| XVe         | 21 juin 2017    | 21 juin 2022   | Aude Bono          | LREM            | |
| XVIe        | 22 juin 2022    | 9 juin 2024    | Nicolas Dragon     | RN              | Conseiller municipal de Laon Mandat écourté à la suite d'une dissolution parlementaire décidée par Emmanuel Macron.                             |
| XVIIe       | 8 juillet 2024  | En cours       | Nicolas Dragon     | RN              | Conseiller municipal de Laon |

## Historique des résultats

### Élections de 1986
Les élections législatives françaises de 1986 ont eu lieu le dimanche 16 mars 1986. Fait unique sous la Ve république, elles se sont déroulées au scrutin proportionnel à un seul tour dans chaque département français. Le résultat dans la 1re circonscription de l'Aisne n'est donc donné qu'à titre indicatif à partir du découpage des ordonnances de 1986.
| Parti          | Parti            | Tête de liste         | Premier tour | Premier tour |
| Parti          | Parti            | Tête de liste         | Voix         | %            |
| -------------- | ---------------- | --------------------- | ------------ | ------------ |
|                | UDF-RPR          | André Rossi           | 21 745       | 41,37        |
|                | Parti socialiste | Jean-Pierre Balligand | 18 884       | 35,93        |
|                | Parti communiste | Daniel Le Meur        | 6 623        | 12,60        |
|                | Front national   | Hubert Potel          | 4 325        | 8,23         |
|                | MPPT             | Michel Aurigny        | 982          | 1,87         |
|                | DVD              | Daniel Lipka          | 0            | 0            |
|                |                  |                       |              |              |
| Inscrits       | Inscrits         | Inscrits              | 69 338       | 100,00       |
| Abstentions    | Abstentions      | Abstentions           | 13 878       | 20,01        |
| Votants        | Votants          | Votants               | 55 460       | 79,99        |
| Blancs et nuls | Blancs et nuls   | Blancs et nuls        | 2 901        | 5,23         |
| Exprimés       | Exprimés         | Exprimés              | 52 559       | 94,77        |

### Élections législatives de 1988
| Candidat       | Candidat                   | Parti          | Premier tour | Premier tour | Second tour | Second tour |  |
| Candidat       | Candidat                   | Parti          | Voix         | %            | Voix        | %           |  |
| -------------- | -------------------------- | -------------- | ------------ | ------------ | ----------- | ----------- |  |
|                | René Dosière élu           | PS             | 18 963       | 40,53        | 27 134      | 52,78       |  |
|                | Jean-Claude Lamant sortant | RPR (URC)      | 18 849       | 40,28        | 24 279      | 47,22       |  |
|                | Guy Moreau                 | PCF            | 5 491        | 11,74        |             |             |  |
|                | Robert Ruscica             | FN             | 3 487        | 7,45         |             |             |  |
|                |                            |                |              |              |             |             |  |
| Inscrits       | Inscrits                   | Inscrits       | 69 567       | 100,00       | 69 458      | 100,00      |  |
| Abstentions    | Abstentions                | Abstentions    | 21 780       | 31,31        | 16 904      | 24,34       |  |
| Votants        | Votants                    | Votants        | 47 787       | 68,69        | 52 554      | 75,66       |  |
| Blancs et nuls | Blancs et nuls             | Blancs et nuls | 997          | 2,09         | 1 141       | 2,17        |  |
| Exprimés       | Exprimés                   | Exprimés       | 46 790       | 97,91        | 51 413      | 97,83       |  |

Gérard Dorel, maire de Bruyères-et-Montbérault, était le suppléant de René Dosière.

### Élections législatives de 1993
| Candidat                      | Candidat               | Parti          | Premier tour | Premier tour | Second tour | Second tour |  |
| Candidat                      | Candidat               | Parti          | Voix         | %            | Voix        | %           |  |
| ----------------------------- | ---------------------- | -------------- | ------------ | ------------ | ----------- | ----------- |  |
|                               | Jean-Claude Lamant élu | RPR (UPF)      | 19 147       | 40,88        | 26 400      | 55,28       |  |
|                               | René Dosière sortant   | PS (ADFP)      | 11 101       | 23,70        | 21 359      | 44,72       |  |
|                               | Michel Saleck          | FN             | 5 776        | 12,33        |             |             |  |
|                               | Dominique Lacombe      | PCF            | 3 393        | 7,24         |             |             |  |
|                               | Patrick Degembe        | Les Verts (EÉ) | 2 968        | 6,34         |             |             |  |
|                               | Michelle Berbal        | LT-LNÉ         | 1 914        | 4,09         |             |             |  |
|                               | Jean-Loup Pernelle     | LO             | 1 703        | 3,64         |             |             |  |
|                               | Philippe Jarno         | CNIP           | 831          | 1,77         |             |             |  |
|                               |                        |                |              |              |             |             |  |
| Inscrits                      | Inscrits               | Inscrits       | 70 562       | 100,00       | 70 589      | 100,00      |  |
| Abstentions                   | Abstentions            | Abstentions    | 21 164       | 29,99        | 19 715      | 27,93       |  |
| Votants                       | Votants                | Votants        | 49 398       | 70,01        | 50 874      | 72,07       |  |
| Blancs et nuls                | Blancs et nuls         | Blancs et nuls | 2 565        | 5,19         | 3 115       | 6,12        |  |
| Exprimés                      | Exprimés               | Exprimés       | 46 833       | 94,81        | 47 759      | 93,88       |  |
| Source : Data.gouv et CEVIPOF |                        |                |              |              |             |             |  |

Charles Brazier, conseiller général, maire de Crécy-sur-Serre, était le suppléant de Jean-Claude Lamant.

### Élections de 1997
| Candidat       | Candidat                   | Parti          | Premier tour | Premier tour | Second tour | Second tour |  |
| Candidat       | Candidat                   | Parti          | Voix         | %            | Voix        | %           |  |
| -------------- | -------------------------- | -------------- | ------------ | ------------ | ----------- | ----------- |  |
|                | René Dosière élu           | PS             | 15 072       | 32,06        | 29 331      | 59,37       |  |
|                | Jean-Claude Lamant sortant | RPR            | 13 625       | 28,98        | 20 073      | 40,63       |  |
|                | Michel Saleck              | FN             | 7 023        | 14,94        |             |             |  |
|                | Dominique Lacombe          | PCF            | 3 697        | 7,86         |             |             |  |
|                | Michel Vignal              | MDC            | 3 537        | 7,52         |             |             |  |
|                | Dominique Picqueur         | LO             | 2 712        | 5,77         |             |             |  |
|                | Jacques Samyn              | Les Verts      | 1 353        | 2,88         |             |             |  |
|                |                            |                |              |              |             |             |  |
| Inscrits       | Inscrits                   | Inscrits       | 68 787       | 100,00       | 68 740      | 100,00      |  |
| Abstentions    | Abstentions                | Abstentions    | 19 395       | 28,2         | 16 614      | 24,17       |  |
| Votants        | Votants                    | Votants        | 49 392       | 71,8         | 52 126      | 75,83       |  |
| Blancs et nuls | Blancs et nuls             | Blancs et nuls | 2 373        | 4,8          | 2 722       | 5,22        |  |
| Exprimés       | Exprimés                   | Exprimés       | 47 019       | 95,2         | 49 404      | 94,78       |  |

Le suppléant de René Dosière était Daniel Charles, attaché commercial, maire de Roucy.

### Élections de 2002
| Candidat       | Candidat                   | Parti            | Premier tour | Premier tour | Second tour | Second tour |  |
| Candidat       | Candidat                   | Parti            | Voix         | %            | Voix        | %           |  |
| -------------- | -------------------------- | ---------------- | ------------ | ------------ | ----------- | ----------- |  |
|                | René Dosière sortant réélu | PS               | 14 231       | 32,72        | 22 010      | 54,39       |  |
|                | Jean-Claude Lamant         | Divers droite    | 8 619        | 19,82        | 18 454      | 45,61       |  |
|                | Philippe Malpezzi          | UMP              | 7 888        | 18,14        |             |             |  |
|                | Anne-Marie Fournier        | FN               | 6 003        | 13,80        |             |             |  |
|                | Marc Marissal              | PCF              | 1 295        | 2,98         |             |             |  |
|                | Béatrice Lebel             | CPNT             | 1 118        | 2,57         |             |             |  |
|                | Jean-Loup Pernelle         | LO               | 1 099        | 2,53         |             |             |  |
|                | Alain Midelet              | Pôle républicain | 900          | 2,07         |             |             |  |
|                | Thomas Vachetta            | LCR              | 892          | 2,05         |             |             |  |
|                | Élizabeth Fontaine         | MÉI              | 850          | 1,95         |             |             |  |
|                | Christelle Camu            | MNR              | 325          | 0,75         |             |             |  |
|                | Marie-Angélique Anthoine   | CPNT             | 274          | 0,63         |             |             |  |
|                | Catherine Arribas          | Les Verts        | 0            | 0            |             |             |  |
|                | Xavier Devaugerme          | CPNT             | 0            | 0            |             |             |  |
|                |                            |                  |              |              |             |             |  |
| Inscrits       | Inscrits                   | Inscrits         | 70 129       | 100,00       | 70 131      | 100,00      |  |
| Abstentions    | Abstentions                | Abstentions      | 25 651       | 36,58        | 27 391      | 39,06       |  |
| Votants        | Votants                    | Votants          | 44 478       | 63,42        | 42 740      | 60,94       |  |
| Blancs et nuls | Blancs et nuls             | Blancs et nuls   | 984          | 2,21         | 2 276       | 5,33        |  |
| Exprimés       | Exprimés                   | Exprimés         | 43 494       | 97,79        | 40 464      | 94,67       |  |

Le suppléant de René Dosière était Alain Reuter, enseignant spécialisé, conseiller municipal de Laon puis assesseur auprès du juge des enfants du tribunal de grande instance de Laon.

### Élections de 2007
| Candidat       | Candidat                   | Parti          | Premier tour | Premier tour | Second tour | Second tour |  |
| Candidat       | Candidat                   | Parti          | Voix         | %            | Voix        | %           |  |
| -------------- | -------------------------- | -------------- | ------------ | ------------ | ----------- | ----------- |  |
|                | Gaëdic Blanchard-Douchain  | UMP            | 12 902       | 29,62        | 19 028      | 43,72       |  |
|                | René Dosière sortant réélu | Divers gauche  | 10 916       | 25,06        | 24 499      | 56,28       |  |
|                | Fawaz Karimet              | PS             | 8 786        | 20,17        |             |             |  |
|                | Jean-Louis Roux            | FN             | 2 476        | 5,68         |             |             |  |
|                | Éric Delhaye               | UDF–MoDem      | 1 961        | 4,50         |             |             |  |
|                | Nicolas Trévillot          | Divers droite  | 1 185        | 2,72         |             |             |  |
|                | Paul Henry Hansen-Catta    | Sans étiquette | 1 130        | 2,59         |             |             |  |
|                | Claudine Brunet            | PCF            | 918          | 2,11         |             |             |  |
|                | Marie-Claude Laffiac       | LCR            | 875          | 2,01         |             |             |  |
|                | Catherine Arribas          | Les Verts      | 814          | 1,87         |             |             |  |
|                | Sylvie Legras              | MPF            | 649          | 1,49         |             |             |  |
|                | Jean-Loup Pernelle         | LO             | 600          | 1,38         |             |             |  |
|                | Louisette Bibaut           | CPNT           | 264          | 0,61         |             |             |  |
|                | Pascal Matis               | Divers         | 83           | 0,19         |             |             |  |
|                |                            |                |              |              |             |             |  |
| Inscrits       | Inscrits                   | Inscrits       | 72 349       | 100,00       | 72 356      | 100,00      |  |
| Abstentions    | Abstentions                | Abstentions    | 27 960       | 38,65        | 27 409      | 37,88       |  |
| Votants        | Votants                    | Votants        | 44 389       | 61,35        | 44 947      | 62,12       |  |
| Blancs et nuls | Blancs et nuls             | Blancs et nuls | 830          | 1,87         | 1 420       | 3,16        |  |
| Exprimés       | Exprimés                   | Exprimés       | 43 559       | 98,13        | 43 527      | 96,84       |  |

Le suppléant de René Dosière était Jean-Michel Wattier, cadre du secteur privé, Montigny-sur-Crécy.

### Élections de 2012
| Candidat       | Candidat                   | Parti                    | Premier tour | Premier tour | Second tour | Second tour |  |
| Candidat       | Candidat                   | Parti                    | Voix         | %            | Voix        | %           |  |
| -------------- | -------------------------- | ------------------------ | ------------ | ------------ | ----------- | ----------- |  |
|                | René Dosière sortant réélu | Divers gauche (PRG, IDG) | 12 416       | 29,11        | 17 460      | 42,19       |  |
|                | Aude Bono                  | NC (UMP)                 | 11 297       | 26,49        | 15 974      | 38,60       |  |
|                | Fawaz Karimet              | PS                       | 9 157        | 21,47        | 7 950       | 19,21       |  |
|                | Jean-Louis Roux            | RBM (FN)                 | 6 743        | 15,81        |             |             |  |
|                | Claudine Brunet            | FG (PCF)                 | 1 629        | 3,82         |             |             |  |
|                | Claire Bril                | MÉI (EÉLV)               | 334          | 0,76         |             |             |  |
|                | Marie-Paule Gosset         | DLR                      | 306          | 0,72         |             |             |  |
|                | Jean-Loup Pernelle         | LO                       | 285          | 0,67         |             |             |  |
|                | Carole Philippot           | AÉI                      | 265          | 0,65         |             |             |  |
|                | Damien Peiffer             | PLD                      | 222          | 0,52         |             |             |  |
|                |                            |                          |              |              |             |             |  |
| Inscrits       | Inscrits                   | Inscrits                 | 72 620       | 100,00       | 72 613      | 100,00      |  |
| Abstentions    | Abstentions                | Abstentions              | 29 456       | 40,56        | 30 257      | 41,67       |  |
| Votants        | Votants                    | Votants                  | 43 164       | 59,44        | 42 356      | 58,33       |  |
| Blancs et nuls | Blancs et nuls             | Blancs et nuls           | 510          | 1,18         | 972         | 2,29        |  |
| Exprimés       | Exprimés                   | Exprimés                 | 42 654       | 98,82        | 41 384      | 97,71       |  |

Le suppléant de René Dosière était Jean-Michel Wattier.

### Élections de 2017
|                                                                         |                                                                                               |                           |                           |                          |                          |
|                                                                         |                                                                                               | Premier tour 11 juin 2017 | Premier tour 11 juin 2017 | Second tour 18 juin 2017 | Second tour 18 juin 2017 |
|                                                                         |                                                                                               |                           |                           |                          |                          |
|                                                                         |                                                                                               | Nombre                    | % des inscrits            | Nombre                   | % des inscrits           |
| Inscrits                                                                | Inscrits                                                                                      | 72 345                    | 100,00                    | 72 347                   | 100,00                   |
| Abstentions                                                             | Abstentions                                                                                   | 36 770                    | 50,83                     | 39 583                   | 54,71                    |
| Votants                                                                 | Votants                                                                                       | 35 575                    | 49,17                     | 32 764                   | 45,29                    |
|                                                                         |                                                                                               |                           | % des votants             |                          | % des votants            |
| Bulletins blancs                                                        | Bulletins blancs                                                                              | 517                       | 1,45                      | 2 262                    | 6,90                     |
| Bulletins nuls                                                          | Bulletins nuls                                                                                | 173                       | 0,49                      | 824                      | 2,51                     |
| Suffrages exprimés                                                      | Suffrages exprimés                                                                            | 34 885                    | 98,06                     | 29 678                   | 90,58                    |
|                                                                         |                                                                                               |                           |                           |                          |                          |
| Candidat Étiquette politique (partis et alliances)                      | Candidat Étiquette politique (partis et alliances)                                            | Voix                      | % des exprimés            | Voix                     | % des exprimés           |
|                                                                         |                                                                                               |                           |                           |                          |                          |
|                                                                         | Aude Bono La République en marche !                                                           | 10 043                    | 28,79                     | 16 684                   | 56,22                    |
|                                                                         | Damien Philippot Front national                                                               | 9 114                     | 26,13                     | 12 994                   | 43,78                    |
|                                                                         | Christophe Coulon Les Républicains (Union des démocrates et indépendants)                     | 5 653                     | 16,20                     |                          |                          |
|                                                                         | Fawaz Karimet Parti socialiste (Parti communiste français - Mouvement républicain et citoyen) | 4 856                     | 13,92                     |                          |                          |
|                                                                         | Jean-Marc Chamblay La France insoumise                                                        | 2 479                     | 7,11                      |                          |                          |
|                                                                         | Brigitte Fournié-Turquin Europe Écologie Les Verts                                            | 1 306                     | 3,74                      |                          |                          |
|                                                                         | Jacques Ferrand Debout la France                                                              | 491                       | 1,41                      |                          |                          |
|                                                                         | Jean-Loup Pernelle Lutte ouvrière                                                             | 424                       | 1,22                      |                          |                          |
|                                                                         | Antoine Goblet Union populaire républicaine                                                   | 260                       | 0,75                      |                          |                          |
|                                                                         | Éric Boulay Parti du vote blanc                                                               | 259                       | 0,74                      |                          |                          |
| Source : Ministère de l'Intérieur - Première circonscription de l'Aisne |                                                                                               |                           |                           |                          |                          |

Le suppléant d'Aude Bono était Éric Bochet, ingénieur, maire de Chéry-lès-Pouilly.

### Élections de 2022
| Candidat,                | Candidat,                | Parti et coalition       | Nuance                   | Premier tour | Premier tour | Second tour | Second tour |
| Candidat,                | Candidat,                | Parti et coalition       | Nuance                   | Voix         | %            | Voix        | %           |
| ------------------------ | ------------------------ | ------------------------ | ------------------------ | ------------ | ------------ | ----------- | ----------- |
|                          | Nicolas Dragon           | RN                       | RN                       | 11 245       | 33,14        | 17 058      | 54,56       |
|                          | Aude Bono-Vandorme       | LREM (ENS)               | ENS                      | 7 938        | 23,39        | 14 208      | 45,44       |
|                          | Olivier Fenioux,         | LFI (NUPES)              | NUP                      | 6 463        | 19,05        |             |             |
|                          | Paul Mougenot            | LR (UDC)                 | LR                       | 3 853        | 11,35        |             |             |
|                          | Carole Ribeiro           | SE                       | DVD                      | 2 052        | 6,05         |             |             |
|                          | Benjamin Cauchy          | REC                      | REC                      | 1 312        | 3,87         |             |             |
|                          | Michel Degouy,           | DLF                      | DSV                      | 570          | 1,68         |             |             |
|                          | Jean-Loup Pernelle       | LO                       | DXG                      | 500          | 1,47         |             |             |
|                          |                          |                          |                          |              |              |             |             |
| Votes valides            | Votes valides            | Votes valides            | Votes valides            | 33 933       | 97,77        | 31 266      | 92,68       |
| Votes blancs             | Votes blancs             | Votes blancs             | Votes blancs             | 546          | 1,57         | 1 859       | 5,51        |
| Votes nuls               | Votes nuls               | Votes nuls               | Votes nuls               | 228          | 0,66         | 612         | 1,81        |
| Total                    | Total                    | Total                    | Total                    | 34 707       | 100          | 33 737      | 100         |
| Abstention               | Abstention               | Abstention               | Abstention               | 37 772       | 52,11        | 38 746      | 53,46       |
| Inscrits / participation | Inscrits / participation | Inscrits / participation | Inscrits / participation | 72 479       | 47,89        | 72 483      | 46,54       |

La suppléante de Nicolas Dragon était Sarah Flamant, chef d'entreprise, conseillère régionale, maire de Sainte-Croix.

### Élections de 2024
|                          | Nicolas Dragon           | RN                       | RN                       | 21 255 | 54,49 |  |  |
|                          | Damien Delavenne         | RE (ENS)                 | ENS                      | 10380  | 22,39 |  |  |
|                          | Charles Culioli          | PS (NFP)                 | UG                       | 8654   | 19,03 |  |  |
|                          | Jean-Loup Pernelle       | LO                       | EXG                      | 539    | 1,45  |  |  |
|                          | Philippe Tréguier        | REC                      | REC                      | 515    | 1,38  |  |  |
|                          | Mathieu Léon Boufflet    | SE                       | DIV                      | 242    | 0,65  |  |  |
|                          |                          |                          |                          |        |       |  |  |
| Votes valides            | Votes valides            | Votes valides            | Votes valides            | 37 234 | 96,54 |  |  |
| Votes blancs             | Votes blancs             | Votes blancs             | Votes blancs             | 981    | 2,54  |  |  |
| Votes nuls               | Votes nuls               | Votes nuls               | Votes nuls               | 354    | 0,92  |  |  |
| Total                    | Total                    | Total                    | Total                    | 56 746 | 100   |  |  |
| Abstention               | Abstention               | Abstention               | Abstention               | 18 177 | 32,03 |  |  |
| Inscrits / participation | Inscrits / participation | Inscrits / participation | Inscrits / participation | 38 569 | 67,97 |  |  |

La suppléante de Nicolas Dragon est Sarah Flamant.